# Nordijska mitologija
Nordijska ali skandinavska mitologija je zbirka mitov severnogermanskih ljudstev, ki izvira iz staronordijske religije. Nordijska mitologija je najsevernejši del germanske mitologije in izhaja iz pragermanske folklore. Sestavljena je iz zgodb o različnih božanstvih, bitjih in junakih, ki izhajajo iz številnih virov pred poganskim obdobjem in po njem, vključno s srednjeveškimi rokopisi, arheološkimi odkritji in ljudskim izročilom. Izvorna besedila omenjajo številne bogove, kot so Thor, bog groma, Odin, enooki vrhovni bog, boginja Freyja in številna druga božanstva.
Večina ohranjene mitologije se osredotoča na težave bogov in njihovo interakcijo z drugimi bitji, kot so ljudje in jötnar (velikani), bitja, ki so lahko prijatelji, ljubimci, sovražniki ali družinski člani bogov. Kozmos v nordijski mitologiji sestavlja devet svetov, ki obkrožajo osrednje sveto drevo Yggdrasil. Časovne enote in kozmološki elementi so poosebljeni kot božanstva ali bitja. Pripovedujejo se različne oblike mita o stvarjenju, v katerem je svet ustvarjen iz mesa prvobitnega bitja Ymirja, prva dva človeka pa sta Ask in Embla. Ti svetovi naj bi se ponovno rodili po dogodkih Ragnaröka, ko pride do velikanske bitke med bogovi in njihovimi sovražniki, svet pa zajamejo plameni, nakar pride do ponovnega rojstva sveta. Tam se bodo srečali preživeli bogovi, dežela bo rodovitna in zelena, dva človeka pa bosta ponovno naselila svet.
Nordijska mitologija je predmet znanstvenih razprav vse od 17. stoletja, ko so ključna besedila pritegnila pozornost evropskih intelektualnih krogov. S pomočjo primerjalne mitologije in zgodovinskega jezikoslovja so znanstveniki odkrili elemente germanske mitologije, ki segajo vse do praindoevropske mitologije. V sodobnem obdobju je romantični vikinški preporod ponovno vzbudil zanimanje za to tematiko in sklicevanja na nordijsko mitologijo je zdaj mogoče najti v sodobni popularni kulturi. Miti so v verskem kontekstu oživeli tudi med privrženci germanskega novopoganstva. 

## Terminologija
Zgodovinska religija Nordijcev se običajno imenuje nordijska mitologija. Uporabljata se tudi izraza skandinavska mitologija, ali severnogermanska mitologija.

## Mitologija

### Bogovi in druga bitja
Osrednji del pripovedi o nordijski mitologiji so stiske bogov in njihova interakcija z različnimi drugimi bitji, na primer z jötnarji, ki so lahko prijatelji, ljubimci, sovražniki ali družinski člani bogov. V izvirnih besedilih so omenjeni številni bogovi. Kot je razvidno iz zapisov osebnih imen in krajevnih imen, je bil med Skandinavci v dobi Vikingov najbolj priljubljen Thor, bog grmenja, ki je upodobljen kot bog, ki neusmiljeno preganjanja sovražnike z mogočnim kladivom Mjolnir. V mitologiji Thor uniči številne jötnarje, ki so sovražniki bogov ali človeštva, in se poroči z lepo zlatolaso boginjo Sif.
V ohranjenih besedilih se pogosto omenja tudi bog Odin. Enooki z volkovi in krokarji obdan Odin s kopjem v roki po svetu išče znanje. Odin naj bi se kot požrtvovalno dejanje za devet dni in noči obesil na kozmološko drevo Yggdrasil, da bi pridobil znanje runske abecede, ki jo je prenesel na človeštvo. Tesno je povezan s smrtjo, modrostjo in poezijo. Odin je upodobljen kot vladar Asgarda in vodja Azijev. Odinova žena je mogočna boginja Frigg, ki lahko vidi v prihodnost, a je nikomur ne pove, skupaj pa imata ljubljenega sina Baldra. Po vrsti sanj, v katerih Baldr sanja o svoji bližajoči smrti, Loki naposled njegove vizije izpolni. Baldr nato prebiva v Helu, kraljestvu, ki mu vlada istoimensko bitje.
Odin mora polovico svojega deleža mrtvih deliti z mogočno boginjo Freyjo. Je lepa, čutna, nosi pernat plašč in uporablja seid magijo. V bitki izbere med ubitimi in svoje izbrance odpelje na svoje posmrtno polje Fólkvangr. Freyja žaluje za svojim pogrešanim možem Odom in ga išče v oddaljenih deželah. V ohranjenih besedilih se pogosto omenja tudi Freyjin brat, bog Freyr, ki je povezan z vremenom, kraljevsko družino, človeško spolnostjo in poljedelstvom ter ljudem prinaša mir in zadovoljstvo. Freyr se globoko zaljubi, ko zagleda prelepo jötunn Gerd, in si pridobi njeno ljubezen, vendar za ceno svoje bodoče pogube. Njun oče je mogočni bog Njord. Njord je močno povezan z ladjami in pomorstvom ter tudi z bogastvom in blaginjo. Mati Freyje in Freyra je Njordova sestra (njeno ime v izvirniku ni navedeno). Vendar obstaja več informacij o njegovi zvezi z boginjo smučanja in lova Skadi. Njuno razmerje je usodno, saj Skadi ne zdrži daleč od svojih ljubljenih gora, Njord pa od morske obale. Freyja, Freyr in Njord skupaj tvorijo del bogov, znanih kot Vani. Čeprav so se Aziji in Vaniji še vedno razlikovali, so se združili na koncu vojne med Aziji in Vaniji.
Čeprav so manj omenjeni, se v izvirniku pojavljajo številni drugi bogovi in boginje. (Za seznam teh božanstev glej Seznam germanskih božanstev.) Med manj omenjenimi bogovi so boginja Idun, ki nosi jabolka, in njen mož, skaldski bog Bragi; bog z zlatimi zobmi Heimdall, rojen iz devetih mater; starodavni bog Tyr, ki je med vezanjem velikega volka Fenrira izgubil desno roko; in boginja Gefjon, ki je ustanovila današnjo Zelandijo na Danskem.
Poleg bogov so v besedilih omenjena tudi različna druga bitja. Vilinci in škratje so pogosto omenjeni in zdi se, da so povezani, vendar so njihovi atributi nejasni, odnos med njimi pa dvoumen. Vilinci so opisani kot sijoči in lepi, medtem ko so škratje pogosto kovači. Pogosto se pojavlja skupina bitij, ki so opisana kot jötnar, thursar in troli (vse pogosteje se jih označuje kot »velikani«). Ta bitja lahko pomagajo bogovom, jih odvračajo ali pa zavzamejo njihovo mesto med bogovi. Pogosto se omenjajo tudi norne, dise in že omenjene valkire. Čeprav se njihove funkcije in vloge prekrivajo in razlikujejo, so vse kolektivna ženska bitja, povezana z usodo.

### Kozmologija
V nordijski kozmologiji vsa bitja živijo v devetih svetovih, ki se nahajajo okoli kozmološkega drevesa Yggdrasil. Bogovi prebivajo v nebeškem kraljestvu Asgard, ljudje pa v Midgardu, območju v središču vesolja. Poleg bogov, ljudi in jötnarjev v teh devetih svetovih živijo bitja, kot so škrati in vilinci. V mitih so pogosto opisana potovanja med svetovi, kjer lahko bogovi in druga bitja neposredno komunicirajo s človeštvom. Na Yggdrasilu živijo številna bitja, kot sta žaljiva veverica Ratatosk in jastreb Vedrfölnir. Drevo ima tri glavne korenine, ob vznožju ene od njih pa živi trojica norn, ženskih bitij, povezanih z usodo. Poosebljeni so elementi kozmosa, kot so Sonce (boginja Sol), Luna (bog Mani) in Zemlja (boginja Jörd), ter časovne enote, kot sta dan (bog Dag) in noč (bog Nótt).
Posmrtno življenje je v nordijski mitologiji zapleteno. Mrtvi lahko odidejo v mračno kraljestvo Hel – kraljestvo, ki mu vlada istoimensko žensko bitje, lahko jih valkire popeljejo v Odinovo vojno dvorano Valhalo ali pa jih boginja Freyja izbere za bivanje na svojem polju Folkvang. Boginja Rán lahko zahteva tiste, ki umrejo na morju, boginjo Gefjon pa naj bi ob smrti obiskale device. Besedila omenjajo tudi reinkarnacijo. Čas je predstavljen kot cikličen in linearen, nekateri raziskovalci pa trdijo, da je bil ciklični čas prvotna oblika mitologije. V islandskih virih najdemo različne oblike kozmološke zgodbe o stvarjenju, v nekaterih besedilih pa se pogosto omenja prihodnje uničenje in ponovno rojstvo sveta—Ragnarök.

### Človeštvo
V skladu s Prozno Eddo in pesnitvijo Poetične Edde z naslovom Völuspá sta prvi človeški par sestavljala Ask in Embla; naplavljen les, ki ga je našla trojica bogov in mu vdihnila življenje v obliki treh darov. Po kataklizmi Ragnarök se ta proces ponovi v preživetju dveh ljudi iz lesa: Lífa in Lífthrasirja. Iz teh dveh ljudi naj bi se človeštvo ponovno naselilo na novi in zeleni zemlji.

### Vpliv na popularno kulturo
Z množičnim objavljanjem prevodov staronordijskih besedil, ki pripovedujejo o mitologiji severnogermanskih ljudstev, so se omembe nordijskih bogov in junakov razširile v evropsko literarno kulturo, zlasti v Skandinaviji, Nemčiji in Veliki Britaniji. V poznem 20. stoletju so se sklicevanja na nordijsko mitologijo pogosto pojavljala v znanstvenofantastični in fantazijski literaturi, igrah vlog in sčasoma tudi v drugih kulturnih izdelkih, kot so stripi in japonski animirani filmi. Sledi te religije je mogoče najti tudi v glasbi, ki ima svoj žanr, viking metal. Skupine, kot so Amon Amarth, Bathory, Burzum in Månegarm, so napisale pesmi o nordijski mitologiji.

### Glavni sekundarni viri
- Abram, Christopher (2011). Myths of the Pagan North: the Gods of the Norsemen. London: Continuum. ISBN 978-1-84725-247-0.
- Aðalsteinsson, Jón Hnefill (1998). A Piece of Horse Liver: Myth, Ritual and Folklore in Old Icelandic Sources (translated by Terry Gunnell & Joan Turville-Petre). Reykjavík: Félagsvísindastofnun. ISBN 9979-54-264-0.
- Andrén, Anders. Jennbert, Kristina. Raudvere, Catharina. (editors) (2006). Old Norse Religion in Long-Term Perspectives: Origins, Changes, and Interactions. Lund: Nordic Academic Press. ISBN 91-89116-81-X.
- Branston, Brian (1980). Gods of the North. London: Thames and Hudson. (Revised from an earlier hardback edition of 1955). ISBN 0-500-27177-1.
- Christiansen, Eric (2002). The Norsemen in the Viking Age. Malden, Mass.: Blackwell. ISBN 1-4051-4964-7.
- Clunies Ross, Margaret (1994). Prolonged Echoes: Old Norse Myths in Medieval Northern Society, vol. 1: The Myths. Odense: Odense Univ. Press. ISBN 87-7838-008-1.
- Hilda Ellis Davidson (1964). Gods and Myths of Northern Europe. Baltimore: Penguin. New edition 1990 by Penguin Books. ISBN 0-14-013627-4. (runestones)
- Hilda Ellis Davidson(1969). Scandinavian Mythology. London & New York: Hamlyn. ISBN 0-87226-041-0. Reissued 1996 as Viking and Norse Mythology. New York: Barnes and Noble.
- Hilda Ellis Davidson (1988). Myths and Symbols in Pagan Europe. Syracuse, NY: Syracuse Univ. Press. ISBN 0-8156-2438-7.
- Hilda Ellis Davidson (1993). The Lost Beliefs of Northern Europe. London & New York: Routledge. ISBN 0-415-04937-7.
- Jan de Vries. Altgermanische Religionsgeschichte, 2 vols., 2nd. ed., Grundriss der germanischen Philologie, 12–13. Berlin: W. de Gruyter.
- DuBois, Thomas A. (1999). Nordic Religions in the Viking Age. Philadelphia: Univ. Pennsylvania Press. ISBN 0-8122-1714-4.
- Georges Dumézil (1973). Gods of the Ancient Northmen. Ed. & trans. Einar Haugen. Berkeley: University of California Press. ISBN 0-520-03507-0.
- Jacob Grimm (1888). Teutonic Mythology, 4 vols. Trans. S. Stallybras. London. Reprinted 2003 by Kessinger. ISBN 0-7661-7742-4, ISBN 0-7661-7743-2, ISBN 0-7661-7744-0, ISBN 0-7661-7745-9. Reprinted 2004 Dover Publications. ISBN 0-486-43615-2 (4 vols.), ISBN 0-486-43546-6, ISBN 0-486-43547-4, ISBN 0-486-43548-2, ISBN 0-486-43549-0.
- John Lindow (1988). Scandinavian Mythology: An Annotated Bibliography, Garland Folklore Bibliographies, 13. New York: Garland. ISBN 0-8240-9173-6.
- John Lindow (2001). Norse Mythology: A Guide to the Gods, Heroes, Rituals, and Beliefs. Oxford: Oxford University Press. ISBN 0-19-515382-0. (A dictionary of Norse mythology.)
- Mirachandra (2006). Treasure of Norse Mythology Volume I ISBN 978-3-922800-99-6.
- Lotte Motz (1996). The King, the Champion and the Sorcerer: A Study in Germanic Myth. Wien: Fassbaender. ISBN 3-900538-57-3.
- O'Donoghue, Heather (2007). From Asgard to Valhalla: the remarkable history of the Norse myths. London: I. B. Tauris. ISBN 1-84511-357-8.
- Orchard, Andy (1997). Cassell's Dictionary of Norse Myth and Legend. London: Cassell. ISBN 0-304-36385-5.
- Page, R. I. (1990). Norse Myths (The Legendary Past). London: British Museum; and Austin: University of Texas Press. ISBN 0-292-75546-5.
- Price, Neil S (2002). The Viking Way: Religion and War in Late Iron Age Scandinavia. Uppsala: Dissertation, Dept. Archaeology & Ancient History. ISBN 91-506-1626-9.
- Simek, Rudolf (1993). Dictionary of Northern Mythology. Trans. Angela Hall. Cambridge: D. S. Brewer. ISBN 0-85991-369-4. New edition 2000, ISBN 0-85991-513-1.
- Karl Joseph Simrock, Karl Joseph]] (1853–1855) Handbuch der deutschen Mythologie.
- Svanberg, Fredrik (2003). Decolonizing the Viking Age. Stockholm: Almqvist & Wiksell. ISBN 9122020063 (v. 1); ISBN 9122020071 (v. 2).
- Gabriel Turville-Petre (1964). Myth and Religion of the North: The Religion of Ancient Scandinavia. London: Weidenfeld & Nicolson. Reprinted 1975, Westport, CN: Greenwood Press. ISBN 0-8371-7420-1.

### Romanticizem
- Rasmus B. Anderson (1875). Norse Mythology, or, The Religion of Our Forefathers. Chicago: S.C. Griggs.
- H. A. Guerber (1909). Myths of the Norsemen: From the Eddas and Sagas. London: George G. Harrap. Reprinted 1992, Mineola, NY: Dover. ISBN 0-486-27348-2.
- Keary, A & E (1909), The Heroes of Asgard. New York: Macmillan Company. Reprinted 1982 by Smithmark Pub. ISBN 0-8317-4475-8. Reprinted 1979 by Pan Macmillan ISBN 0-333-07802-0.
- Hamilton Wright Mabie (1901). Norse Stories Retold from the Eddas. Mead and Company. Reprinted 1999, New York: Hippocrene Books. ISBN 0-7818-0770-0.
- Mackenzie, Donald A (1912). Teutonic Myth and Legend. New York: W H Wise & Co. 1934. Reprinted 2003 by University Press of the Pacific. ISBN 1-4102-0740-4.
- Viktor Rydberg (1889). Teutonic Mythology, trans. Rasmus B. Anderson. London: Swan Sonnenschein & Co. Reprinted 2001, Elibron Classics. ISBN 1-4021-9391-2. Reprinted 2004, Kessinger Publishing Company. ISBN 0-7661-8891-4.

### Sodobne pripovedi
- Bradish, Sarah Powers (1900). Old Norse stories. New York: American Book Company / Internet Archive.
- Padraic Colum (1920). The Children of Odin: The Book of Northern Myths, illustrated by Willy Pogány. New York: Macmillan. Reprinted 2004 by Aladdin, ISBN 0-689-86885-5.
- Kevin Crossley-Holland (1981). The Norse Myths. New York: Pantheon Books. ISBN 0-394-74846-8. Also released as The Penguin Book of Norse Myths: Gods of the Vikings. Harmondsworth: Penguin. ISBN 0-14-025869-8.
- Ingri and Edgar Parin d'Aulaire (1967). "d'Aulaire's Book of Norse Myths". New York, New York Review of Books.
- Peter Andreas Munch (1927). Norse Mythology: Legends of Gods and Heroes, Scandinavian Classics. Trans. Sigurd Bernhard Hustvedt (1963). New York: American–Scandinavian Foundation. ISBN 0-404-04538-3.
- Neil Gaiman (2017). Norse Mythology. W.W. Norton & Company. ISBN 0-393-60909-X.
- Syran, Nora Louise (2000). Einar's Ragnarok